# Epsio
Epsio est un logiciel permettant l'insertion en temps réél de graphiques sur de la vidéo. Il est commercialisé par la société liégeoise EVS et destiné à des diffuseurs. Tous ces effets peuvent être ajoutés instantanément grâce au contrôleur Multicam(LSM) et permettent également d'adapter les publicités sur le terrain en fonction de l'audience. 
Les graphiques éditoriaux peuvent être la ligne de hors-jeu, le cercle des 9,15 m autour du point de coup franc, la distance au goal et l'insertion des scores et de publicités virtuelles.
Le logiciel a été introduit pour la Coupe du monde de football de 2010 et est maintenant utilisé à large échelle ,,.
Deux modules sont disponibles : Epsio.Air and Epsio.Live.